# Basingtharpur
Basingtharpur (nepalski: बसिङथरपुर) – gaun wikas samiti we wschodniej części Nepalu w strefie Kośi w dystrykcie Bhojpur. Według nepalskiego spisu powszechnego z 2001 roku liczył on 325 gospodarstw domowych i 1780 mieszkańców (933 kobiet i 847 mężczyzn).